# 上田晴美
上田 晴美（うえだ はるみ、1978年1月14日 - ）は、日本の女優、声優。京都府出身。身長163cm、体重49kg。俳協演劇研究所出身。東京俳優生活協同組合所属。

## 出演

### テレビドラマ
- 轟轟戦隊ボウケンジャー 第4話「失われたビークル」（2006年） - キャスター 役
- アンフェア 第5話「愛娘が消えた! 衝撃の募金型誘拐」（2006年）
- ウルトラマンメビウス 第40話「ひとりの楽園」（2007年） - ソリチュランに狙われた女 役
- 輪違屋糸里（2007年）※方言指導
- ULTRASEVEN X 第4話「DIAMOND"S"」（2007年） - シャイナー05のCM出演者 役
- キイナ〜不可能犯罪捜査官〜 第4話「死を鑑る占い」（2009年）
- 台湾ノスタルジア（2009年） - リポーター 役
- 絶対零度 〜特殊犯罪潜入捜査〜 第2話「決断」（2011年）
- うたの家〜歌人・河野裕子とその家族〜（2012年）※方言指導
- 広域警察 第3作（2012年） - アナウンサー 役

### テレビ番組の再現ドラマほか
- ザ!世界仰天ニュース

### 映画
- 小春日和 ※自主映画
- 東京おしゃれ探偵シマヅヤマゴウGO!（竹之内マリ）

### 舞台
- あなたのことはすべて 〜長針は時を進めないで〜
- おい! オヤジ。
- 崩れた石垣 〜のぼる鮭たち〜
- CLOVER
- 結婚契約破棄宣言
- 國語元年
- スイッチ
- BUDDY
- 僕たちの町は一ヵ月後ダムに沈む

### テレビアニメ
2013年
- おじゃる丸（客、主婦、女性）
- 戦姫絶唱シンフォギア シリーズ（2013年 - 2015年、響の母親）- 2シリーズ
- ドキドキ!プリキュア（相田あゆみ、リポーター）

2014年
- いなり、こんこん、恋いろは。（丹波橋の母〈丹波橋志津〉）
- 最近、妹のようすがちょっとおかしいんだが。（店員）

2015年
- ワンパンマン（オバチャン）

2017年
- 名探偵コナン（保育園の先生）
- デジモンユニバース アプリモンスターズ（大森亭のおかみさん）
- キラキラ☆プリキュアアラモード（ゆかりファン）

2018年
- 京都寺町三条のホームズ（渡辺椿）
- 銀魂.（漁村の女性、母親）

2019年
- どろろ（慈照尼の霊）

2020年
- エタニティ 〜深夜の濡恋ちゃんねる♡〜（美奈の母、碧の母、佐伯美代子） -  通常版

2025年
- アン・シャーリー（ギルバートの母）

### 劇場アニメ
- 劇場版 あの日見た花の名前を僕達はまだ知らない。（2013年、おばさんA）
- 映画 ドキドキ!プリキュア マナ結婚!!?未来につなぐ希望のドレス（2013年、相田あゆみ）
- 映画 キラキラ☆プリキュアアラモード パリッと!想い出のミルフィーユ!（2017年、記者）

### OVA
- いなり、こんこん、恋いろは。（2014年、丹波橋の母〈丹波橋志津〉）※コミックス第8巻BD付き限定版

### Webアニメ
- ロマンティック・キラー（2022年、純太のお母さん）

### ドラマCD
- あかやあかしやあやかしの（椿朱音）
- オオカミ少女と黒王子（母親）

### ラジオ
- SOUNDS OF STORY〜ASADA JIRO LIBRARY〜
- NISSAN あ、安部礼司〜BEYOND THE AVERAGE（森野雨音）

### その他
- モーションコミック『まだ、生きてる…』（岡田富裕子）